# Novo Selo (Odžak)
Novo Selo es un pueblo de la municipalidad de Odžak, en el cantón de Posavina, Bosnia y Herzegovina.

## Superficie
Posee una superficie de 13,85 kilómetros cuadrados.

## Demografía
Hasta 2013 la población era de 1605 habitantes, con una densidad de población de 115,8 habitantes por kilómetro cuadrado.